# Anax tumorifer
Anax tumorifer – gatunek ważki z rodziny żagnicowatych (Aeshnidae).